# 무술변법
무술변법(戊戌變法, 영어: Wuxu Reform) 또는 100일유신(百日維新, 영어: Hundred Days' Reform) 혹은 변법자강운동(變法自强運動)은 1898년 캉유웨이(康有爲, 강유위), 량치차오(梁啓超, 양계초) 등이 중심이 되어 추진한 정치 개혁 운동이었다. 청일 전쟁 패배 이후 양무운동의 한계를 느끼고 정치, 교육, 법 등 청나라 사회전반의 제도들을 근본적으로 개혁하고자 하였다.
광서제는 당시 서태후의 손아귀에 휘둘리고 있었고, 이러한 상황을 타개하고 개혁 정치를 추구하기 위해 강유위의 갖가지 정책을 지지하게 된다. 강유위의 변법자강책에는 과거 제도 개혁, 조세 개혁, 탐관오리 혁파, 각종 경제 개혁 등이 담겨 있었고, 무술변법을 통해 이중 일부를 실행에 옮기기도 한다. 그러나 그의 변법은 광서제의 미약한 권위에 의존했고, 결국 서태후 등 반개혁파가 일으킨 무술정변에 패배해 외국으로 망명을 가는 결과로 끝이 난다. 이로 인해 무술변법은 '100일 유신'이라고도 불린다.

## 개요

### 양무운동의 한계와 변법론의 등장
서양의 군수기술도입으로 근대화를 추진하려던 양무운동은 1874년~1875년 일어난 모란사 사건, 1884년 청불전쟁, 1894년~1895년 사이 터진 청일 전쟁 등의 연전연패로 그 한계점을 드러내고 말았다.
이리하여 서양의 기술만이 아닌 정치제도를 도입해야 한다는 '제2단계'의 근대화 운동이 추진되었는데, 이를 변법운동이라 한다. 서양 정치를 따라 국회를 만들었고 헌법을 제정했다. 또한 시대의 흐름에 맞지 않는 유학을 중시하는 과거제를 개혁하고 서양 학교를 설립하기도 했으며, 일본의 메이지 유신을 따라 입헌군주제도 도입하려고 했었다. 양무운동이 한창 추진되고 있던 1880년대 후반부터 변법론이 대두된 것은 먼저 대외적인 위기상황에서 굴욕적인 타협으로 인하여 양무운동의 파탄이 나타나기 시작하였고, 이와 함께 양무운동가의 관(官)이 주도하는 기업운영방식인 '관리가 감독하고 민간이 경영하는' 형식의 군수공장 경영이 비효율적이라는 인식이 변법론으로의 전환을 가져오게 만든 것이다.
변법자강운동을 주도한 강유위의 변법주장이 처음으로 나타난 것은 1888년의 제1차 상서(上書)에서였다. 이와 함께 당시의 청류파 고관이었던 장지동 등이 의원제와 법치의 중요성을 강조하면서 정치활동의 기반을 다져나갔다. 강유위는 전통적인 유교와 공자에 대한 과감한 비판을 가하면서 개혁의 이론적 기초를 마련하였다. 강유위가 주목한 것은 일본의 메이지 유신이었으며, 청일 전쟁의 결과 일본이 승리한 것은 바로 이를 증명하는 것으로 단정하였다.
강유위는 정치제도를 개혁하여야만 부국강병을 달성할 수 있다고 주장하였고 청일 전쟁의 패전결과 시모노세키 조약체결 거부운동을 전개하였다. 이리하여 변법자강운동 개혁의 전단계로서, 급진적인 강유위의 지지자인 양계초(량치차오), 담사동(탄시통) 등에 의해 호남 성에서 개혁운동이 시작되었다. 이들 급진적인 개혁론자들이 학회,학당,신문,잡지를 통해 강유위의 변법개혁론을 적극적으로 고취하였다. 그러나 이는 서양근대의 자유평등주의와는 거리가 멀었고, 황종희가 주창했던 '군권'(君權) 견제론 내지는 맹자를 매개로 한 '군주정체하'(君主政體下)에서의 귀민(貴民) 정도의 온건한 것이었다.

### 무술개혁의 백일천하
1897년 독일이 교주만 점령에 의하여 열강에 의한 중국분할이 임박하였다고 생각한 강유위는 광서제에게 다시 상서(上書)를 올려 개혁을 주장하였다. 상서의 요점은 대외적으로 영국,일본 등과 연합하여 분할국면의 타개책과 대내적으로는 '제도국'(制度局)을 설치하여 전면적인 개혁을 단행하자는 것이었고, 개혁의 초점은 '제도의 개혁'이었다.
강유위는 변법개혁을 하지 않으면 황제는 물론이고 관리들도 온전 할 수 없다는 위기의식을 고취하여 광서제의 마음을 움직이고 일본의 메이지유신을 모델로 개혁에 착수하였다. 먼저 개혁의 중심기구로 '제도국'을 개설하여 유능한 인재를 등용하고 황제는 이곳에서 국정을 의논하여 새로운 제도를 제정하자고 주장하였다.
1898년(무술년) 4월 23일에 광서제는 강유위의 주장을 받아들여 개혁을 지향하는 특별조치를 내리면서 소위 '무술변법'을 개시하였다. 이때 강유위의 중요한 활동은 황제에게 개혁내용을 건의하는 일이었다. 개혁 내용을 보면 '제도국' 개설, 개혁파 관리의 임용, 사민(士民)의 상서(上書) 허용, 상업진흥, 신식학교 설치와 자유로운 의복제도 등이었다. 개혁운동의 중심이 되는 '제도국' 설치는 보수적인 대신들의 반대에 부딪혀 진전이 없었으나 과거제에서 팔고문의 폐지, 서원의 학당 전환 등 몇 가지 개혁이 추진되었다.
강유위는 7월 19일 개혁에 방해가 되는 수구파대신의 숙청을 요청하여 예부상서를 비롯한 고급관리를 서태후의 재가도 없이 파직시켰다. 이어 담사동 등 개혁파 관리를 '군기장경'(軍機章京)으로 임명하여 제도국설치 방향으로 나아갔다. 이리하여 7월 27일에는 '제2차 개혁'을 단행하여 유명무실한 관료기구의 철폐, 제도국의 성격을 갖는 '무근전'(懋勤殿)을 개설하고 황제의 군사력을 강화할 목적으로 친위군을 창설하여 신건육군(新建陸軍)의 창설자인 위안스카이에게 친위군을 맡기고자 하였다.
그러나 이러한 개혁의 진행은 결과적으로 서태후를 정점으로 하는 수구세력의 결속을 가져왔고, 개혁을 강행하다가는 광서제의 제위까지 위태롭다는 불안감을 불러일으켰다. 따라서 서태후는 수구파의 기대 속에 심복부하 영록을 임시 직례총독에 임명하여 북양육군을 장악하게 하고 변법반대의 쿠데타를 비밀리에 구체화하였다. 이에 위기를 느낀 담사동은 일찍이 '강학회'의 회원이며, 신건육군을 장악하고 있던 위안스카이에게 수구세력을 타도하는 군사행동을 일으키도록 요청하였다. 그러나 위안스카이는 곧바로 변법파를 배신하고 오히려 이 사실을 서태후의 측근인 영록에게 밀고함으로써 변법운동은 역전하였다.
8월 4일 수구파의 정변(무술정변)으로 광서제가 연금되고 이어 8월 6일 강유위 체포령 등 정변이 선포되었다. 이와 함께 이른바 '무술육군자'라는 담사동, 양예, 유광제, 임욱 등 4명의 군기장경과 강유위의 아우인 강광인, 어사 양심수(楊深秀) 등이 처형되었다. 변법자강운동 주도자인 강유위와 양계초는 영국인의 도움으로 가까스로 일본으로 피신하였다. 이렇게 변법자강운동(무술개혁)은 '백일천하'로 실패하였다.

## 평가
변법자강운동을 둘러싼 국내외적인 이해관계는 매우 복잡하게 얽혀졌다. 개혁파와 수구파의 대립이 결국 광서제와 서태후의 권력다툼, 한족과 만주족의 대립으로 이어졌고 나아가 개혁을 둘러싼 영국과 러시아간의 다툼 등이 개혁을 실패로 몰고 갔다.
특히 변법자강운동은 근대적 시민의식이나 부르주아 세력이 발달하지 못한 중국의 전통사회에서 혁신적인 지식계층에 의해 추진된 민족주의적 구국운동으로 대중기반이 취약하였기 때문에 완강한 보수,수구세력의 반대를 극복하지 못하여 결국 실패하고 말았다.

## 최근의 연구
이외에, 최근 연구결과에 의하면, 변법자강 운동 시기 변법파의 핵심인물이었던 강유위는 일본 전임총리 이토 히로부미와 영국선교사 티모시 리처드 등의 꾐에 넘어가 '중국,미국,영국,일본의 4국 합방을 광서제에게 건의할 것'을 양심수(楊深秀), 송백노(宋伯魯) 등에게 지시했다고 한다.
9월 20일(8월 5일)에 양심수는 광서제에게 다음과 같이 상주하였다.
| “ | 신이 청하옵니다: 우리 황제께서 빨리 대계를 결정하여 영미일의 3개국과 단단하게 결합되어, “합방”이라는 이름의 기형을 싫어하지 말아야 합니다. | ” |

다음 날인 9월 21일(팔월 엿새) 다른 변법파 관리인 송백노도 다음과 같이 상주했다.
| “ | 티모시 리처드가 내방한 목적은 중, 미일영과 연합하여 합방하는 것입니다. 시절의 정세를 잘 알고, 각 국의 역사를 잘 아는 인재를 수백 명씩 선정하여, 네 나라에 군정, 세금 및 모든 외교 관계 등을 사찰하고, 군사를 훈련하고, 외국의 침범에 저항하는 ... 황제께서 신속하게 외무를 통해 중신을 선발하도록 하시옵소서. 예를 들면, 대학사 리홍장을 티모시 리처드와 이토 히로부미에게 면담하게 하시어, 방법을 강구하게 하시옵소서. | ” |

중국의 군사와 정치 권력을 다른 사람한테 넘길 뻔했던 위기의 상황이었다. 이때 서태후는 군기처에서 베껴온 사본을 통해 신정(新政)과 관련된 상주문의 내용을 파악하는 한편 어사 양숭윤의 진언에 이토 히로부미의 중국 방문이 정국에 미칠 수 있는 영향에 대해 주의 깊게 살펴보기 시작하였다. 따라서 양심수, 송백노가 "합방"을 주장한 상주문의 내용을 서태후가 알고 있었을 것으로 판단된다. 서태후는 "합방"의 음모를 알아낸 후 정변을 감행하여 "합방"계획을 무산시켰고 중국을 분할과 병탄의 위기로부터 구해냈다.

## 같이 보기
- 양무운동
- 강유위
- 양계초
- 광서제
- 서태후
- 광서신정
- 의화단 운동
- 입헌운동

## 참고 서적
- 《세계의 역사》,한국방송통신대학교출판부
- 《동양사개론》,삼영사 p698~702